# Đảng Xã hội Ba Lan - Cánh tả
Đảng Xã hội Ba Lan - Cánh tả (tiếng Ba Lan: Polska Partia Socjalistyczna – Lewica, PPS – L), còn được gọi là Phe trẻ (tiếng Ba Lan: Młodzi), là một trong hai phe mà Đảng Xã hội Ba Lan tự phân chia vào năm 1906. Mục tiêu chính của nó là biến Ba Lan thành một nước xã hội chủ nghĩa, được thành lập thông qua cách mạng vô sản, và có thể là thành viên của một số nước cộng sản quốc tế.
Phe đối lập với nó là Đảng Xã hội Ba Lan - Phe Cách mạng (còn được gọi là Phe cũ - Starzy) muốn khôi phục lại Ba Lan độc lập, được hình dung như một nền dân chủ đại diện.
PPS – L trong một thời gian quy tụ hầu hết các thành viên cũ của PPS, nhưng với sự thất bại của Cách mạng Nga năm 1905 và cuộc cách mạng tương ứng ở Vương quốc Ba Lan (1905–1907), nó đã mất dần tính phổ biến. Năm 1909 PPS – FR đổi tên trở lại thành Polska Partia Socjalistyczna (Đảng Xã hội Ba Lan); PPS-L ngày càng cận biên - phản đối Chiến tranh thế giới thứ nhất và ủng hộ cuộc cách mạng Nga năm 1917 - cuối cùng đã hợp nhất với Nền dân chủ xã hội của Vương quốc Ba Lan và Lithuania vào năm 1918 để thành lập Đảng Cộng sản Ba Lan.
Một thành viên của Lewica được bầu vào Ban chấp hành Trung ương của Ukraine tại Đại hội Xô viết toàn Ukraine lần thứ hai ở Katerynoslav (Dnipropetrovsk) vào ngày 19 tháng 3 năm 1918.
Các nhà hoạt động của PPS – L: Maria Koszutska, Stefan Królikowski, Paweł Lewinson, Henryk Walecki.
PPS - L đã được tái tạo vào năm 1926 bởi các nhà hoạt động PPS, những người phản đối sự tham gia của PPS với Józef Piłsudski (đặc biệt là sau cuộc Đảo chính tháng 5 của anh ta). Nó đã bị xóa hợp pháp hóa vào năm 1931.